# カエデチョウ
カエデチョウ（楓鳥、学名：Estrilda troglodytes）は、スズメ目カエデチョウ科に分類される鳥。

## 分布
アフリカ東部。

## 人間とのかかわり
1960年代から日本に愛玩用飼鳥として移入され、繁殖が確認されている。